# Paul Bourget
Paul Bourget [pol buʀʒɛ] (ur. 2 września 1852 w Amiens,  zm. 25 grudnia 1935 w Paryżu) – francuski pisarz i krytyk. Autor powieści psychologicznych m.in. La Terre promise. W 1894 wybrany do Akademii Francuskiej. W 1895 został Oficerem Legii Honorowej, w 1923 Komandorem, a w 1931 Wielkim Oficerem.
Paul Bourget uchodzi za jednego z największych powieściopisarzy końca XIX w. i początków w. XX. Jest uważany, obok Maurice Barrèsa, za jednego z czołowych przedstawicieli prawicy mieszczańskiej. Krytyk literacki Pierre de Boisdeffre stwierdził: kto by chciał poznać nasze obyczaje w latach 1889–1914, powinien odwołać się do takich dokumentów, jak powieści Paula Bourgeta.